# Kígyászölyvformák
A kígyászölyvformák (Circaetinae) a madarak osztályának vágómadár-alakúak (Accipitriformes) rendjébe és a vágómadárfélék (Accipitridae) családjába tartozó alcsalád.
Az alcsaládot annyiban érintette a vágómadárfélék egészét elemző genetikai vizsgálat (mely teljesen átformálta az alcsaládrendszert), hogy a korábban ide sorolt madagaszkári kígyászhéját (Eutriorchis astur) áthelyezték az újonnan létrehozott saskeselyűformák (Gypaetinae) alcsaládjába, ezzel sok taxonómus nem ért egyet, és továbbra is ide sorolja be a fajt. Ezen kívül a genetikai vizsgálatok bebizonyították, hogy a Fülöp-szigeteken endemikus majomevő sas (Pithecophaga jefferyi) is ide tartozik.

## Rendszerezés
A családhoz az alábbi 5 nem és 15 faj tartozik.
- Spilornis Gray, 1840 – 6 faj

- - andamáni kígyászsas (Spilornis elgini)
  - Fülöp-szigeteki kígyászsas (Spilornis holospilus)
  - nikobári kígyászsas (Spilornis klossi)
  - kontyos kígyászsas (Spilornis cheela)
  - borneói kígyászsas (Spilornis kinabaluensis)
  - celebeszi kígyászsas (Spilornis rufipectus)

- Pithecophaga Ogilvie-Grant, 1896 – 1 faj 
  - majomevő sas (Pithecophaga jefferyi)

- Terathopius [Lesson, 1830 – 1 faj 
  - bukázósas (Terathopius ecaudatus)

- Circaetus  Vieillot, 1816 - 6 faj
  - örvös kígyászölyv (Circaetus cinerascens)
  - parti kígyászölyv (Circaetus fasciolatus)
  - kongói kígyászhéja (Circaetus spectabilis[1] vagy Dryotriorchis spectabilis)
  - szudáni kígyászölyv (Circaetus beaudouini[1] vagy Circaetus gallicus beaudouini)
  - feketemellű kígyászölyv (Circaetus pectoralis)
  - barna kígyászölyv (Circaetus cinereus)
  - kígyászölyv (Circaeetus gallicus)

## Képek

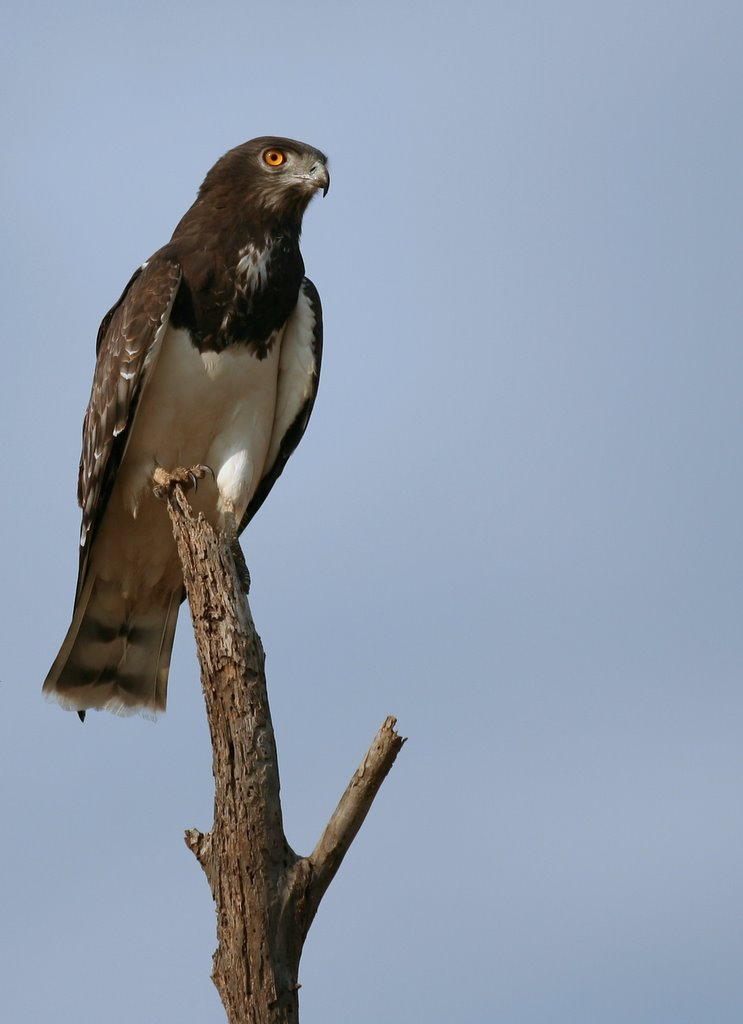
Feketemellű kígyászölyv (Circaetus pectoralis)
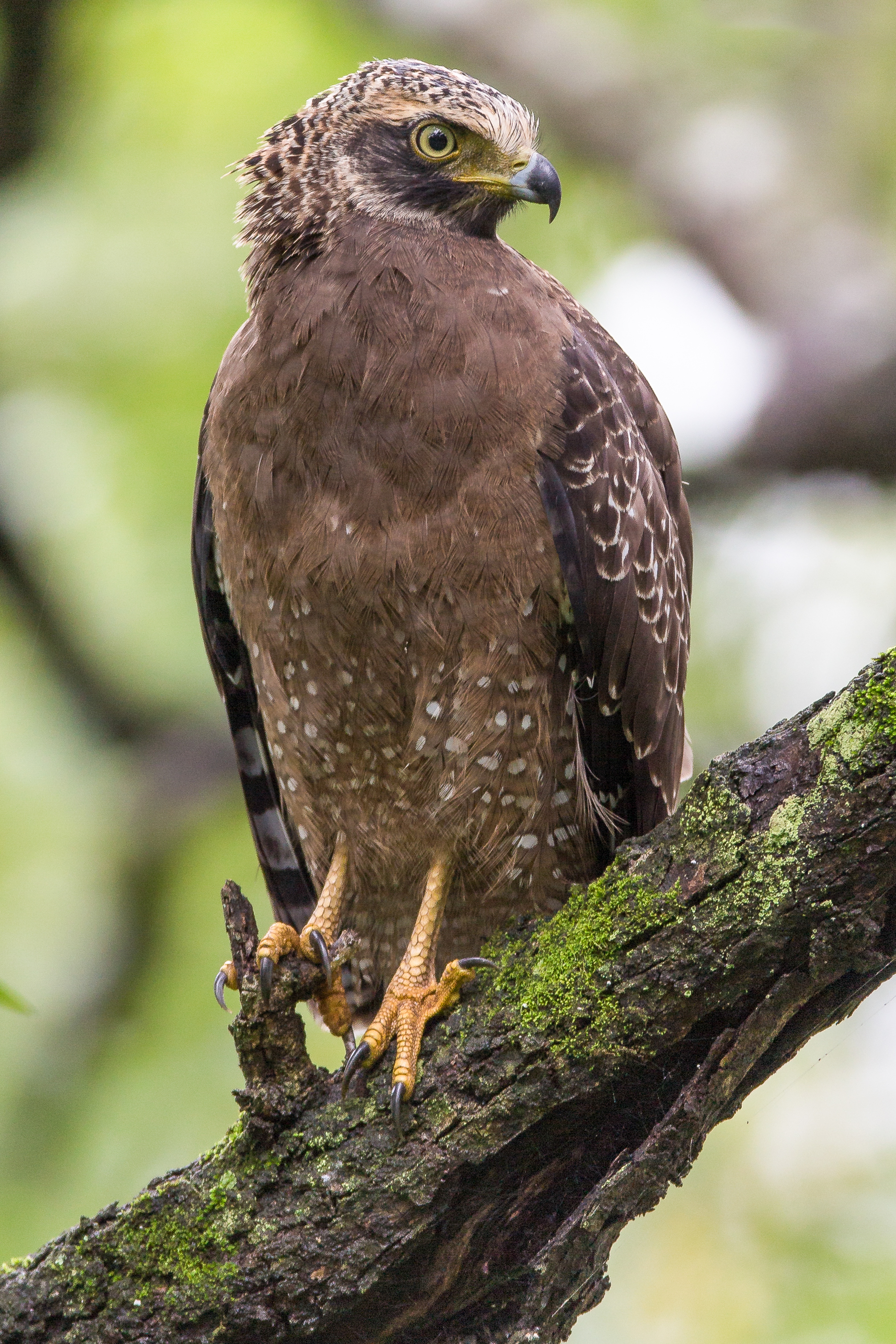
Kontyos kígyászsas (Spilornis cheela)
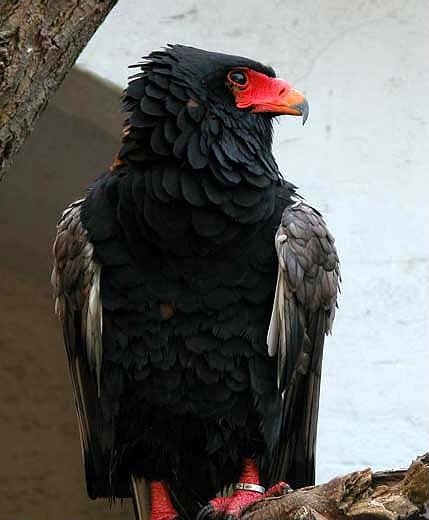
Bukázó sas (Theratopius ecaudatus)
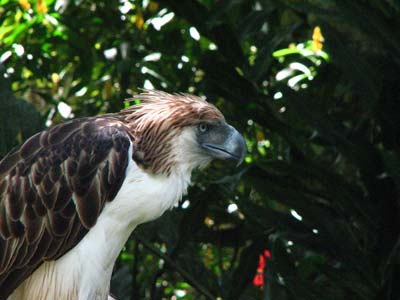
Majomevő sas (Pithecophaga jefferyi)